# Cottance
Cottance är en kommun i departementet Loire i regionen Auvergne-Rhône-Alpes i centrala Frankrike. Kommunen ligger i kantonen Feurs som tillhör arrondissementet Montbrison. År 2022 hade Cottance 753 invånare.

## Befolkningsutveckling
Antalet invånare i kommunen Cottance
| Referens: INSEE |